# Allanpringit
Allanpringit (Kolitsch & al., 2006), má chemický vzorec Fe3(PO4)2(OH)3.5H2O, jedná se tedy o Fe3+ analog hliníkem bohatého fosfátu wavellitu. Byl pojmenová podle australského mineraloga Dr. Allana Pringa. Jehličkovité krystaly protažené podle [010] často dvojčatí. Krystaly skládají svazečky až 2 mm dlouhé, složené ze subparalelně uspořádaných jedinců 1,5 mm dlouhých.

## Původ
Sekundární minerál minerál vyskytující se na haldách nebo v opuštěných dolech.

## Vlastnosti
- Fyzikální vlastnosti: Tvrdost 3, hustota 2,54 g/cm³, 2,58 g/cm³ (vypočtená), štěpnost dokonalá podle protažení, dále má dobrou štěpnost v jednom směru rovnoběžném s {010}. Je křehký s nerovným lomem,
- Optické vlastnosti: Barva: světe žlutohnědá. Lesk skelný, průhlednost: průhledný, vryp bílý se světle žlutým odstínem. Je opticky dvojosý (+), má silný pleochroismus: X - bezbarvý, Y - bezbarvý, Z - tmavě žlutý, absorpce Z » X ~ Y, nemá patrnou disperzi.
- Chemické vlastnosti: Složení stanoveno na Fe 33,41 %, Al 0,16 %, P 12,44 %, H 2.62 %, O 51,36 %.

## Parageneze
V asociaci s beraunitem (červená varieta oxyberaunitu), kakoxenem, strengitem a kryptomelanem.

## Naleziště
Jedná se o vzácný minerál a byl zatím objeven pouze na jediné lokalitě a to:
- důl Mark (u Essershausenu, cca 5 km jv. od Weiburg/Lahnu, Hesensko, Německo) – na haldovém materiálu